# Werner von Fritsch
Werner Freiherr von Fritsch est un officier général de la Wehrmacht, né le 4 août 1880 à Benrath et mort au combat le 22 septembre 1939 à Praga, quartier de Varsovie.
Il est commandant en chef de l'Armée de terre à partir de 1934 mais est révoqué en 1938, à la suite d'un complot ourdi par Göring et Himmler, parce qu'il s'oppose aux velléités belliqueuses du Führer Adolf Hitler. Il est alors rétrogradé au rang de colonel commandant un régiment, en l'occurrence d'artillerie, et meurt un an plus tard à la tête de ce régiment.

## Biographie
Fritsch est né au château de Benrath près de Düsseldorf, fils du futur lieutenant général Georg von Fritsch (de) (1849-1920) et de son épouse Adelheid (1856-1941), née von Bodelschwingh (de). Son éducation est façonnée par son père strict, qui attache une grande importance au patriotisme, à la loyauté au devoir, à la fiabilité, à l'honnêteté et aux manières sociales. Il agit tellement comme un «impitoyable chef de mission» que son fils a du mal toute sa vie à nouer des liens humains étroits.
Après avoir terminé ses études secondaires, Fritsch entre le 21 septembre 1898 en tant qu'enseigne dans le 25e régiment d'artillerie de campagne de l'armée prussienne à Darmstadt. Là, après une formation d'officier, il est promu lieutenant le 27 janvier 1900. Fritsch passe les années suivantes au service des troupes. En octobre 1902, il est envoyé à l'école combinée d'artillerie et du génie pour une formation approfondie, et l'année suivante, il devient adjudant de la 1re division de son régiment. Cependant, le service des troupes offre à l'ambitieux Fritsch peu de possibilités d'avancement et il a du mal à se faire des amis. Parmi les quelques connaissances proches de cette époque figure son camarade de régiment et futur maréchal général Georg von Küchler. Fritsch demande donc à être admis à l'académie de guerre. Après avoir réussi le difficile examen d'entrée, il fréquente l'académie de guerre de Berlin à partir du 1er octobre 1907 dans le cadre de sa formation d'officier d'état-major général. Il y suit des cours individuels dispensés par Wilhelm Groener et excelle notamment en histoire et tactique de la guerre. Parmi les premiers de sa promotion, il passe l'examen final le 20 juillet 1910. Fritsch, qui entre-temps avait été promu premier lieutenant, est maintenant transféré à l'état-major général à titre d'essai, mais dès l'année suivante, il est finalement transféré à l'état-major général. D'avril 1913 à mars 1914, il appartient à la division d'histoire de la guerre II du Grand État-major, qui s'occupe des guerres de Frédéric le Grand avant d'être transféré au département de déploiement et participe ainsi à la mobilisation allemande en août 1914.
Pendant la Première Guerre mondiale, Fritsch occupe diverses fonctions au sein de l'état-major général. Pendant un certain temps, il est premier officier d'état-major de la 1re division de la Garde et de la 47e division de réserve. Il est également affecté temporairement aux états-majors des 4e et 10e armées et fait partie du 6e corps de réserve. Une chose entièrement nouvelle pour Fritsch est le service temporaire dans l'état-major général du commandant général de l'armée de l'air. Il est manifestement protégé par le colonel Max Bauer (de) dans le commandement suprême de l'armée. Tous deux se connaissaient pour avoir travaillé ensemble au Grand État-major. En 1917, il est blessé à la tête par un éclat d'obus au front. Au cours de la guerre, outre les deux classes de la croix de fer, il reçoit également la croix de chevalier de l'ordre de la maison royale de Hohenzollern avec des épées.

### Entre-deux-guerres
Il reste dans l'armée (la Reichswehr) et prend une part croissante dans le réarmement en violation du terme V du traité de Versailles. Il est proche de la filière soviétique de collaboration des armées qui permet ainsi de former des troupes en Union soviétique pour échapper aux contrôles alliés pendant les années 1920. Il a une profonde aversion pour la Pologne et travailla en 1928 au plan dit Fall Weiss qui envisage une invasion de la Pologne. Reconnu comme un élément prometteur, il est promu Generalleutnant par le chancelier Kurt von Schleicher en 1932.
Il est un fervent partisan du régime nazi à son avènement en janvier 1933 car il pense que c'est un moyen de renforcer le rôle et la puissance de l'armée. Il est néanmoins hostile à la montée en puissance des SS et au refroidissement des relations avec l'URSS.

### Commandant des armées
Malgré cette distance avec une partie du régime nazi, il est promu au haut commandement allemand de l'armée de terre (Oberkommando des Heeres ou OKH) en 1934. Il est nommé commandant en chef de l'Armée de terre l'année suivante. Il participe alors, au côté du ministre de la Défense Werner von Blomberg, au réarmement  de l'Allemagne. En 1936, quand Blomberg est promu Generalfeldmarschall, Fritsch est promu Generaloberst. En 1937, Fritsch fait partie des officiers présents à la conférence conduisant au protocole Hossbach, où Hitler annonce qu'il veut déclencher la guerre dès 1938. Il se montre très critique, estimant que l'armée n'est pas prête.

## L'affaire Blomberg-Fritsch

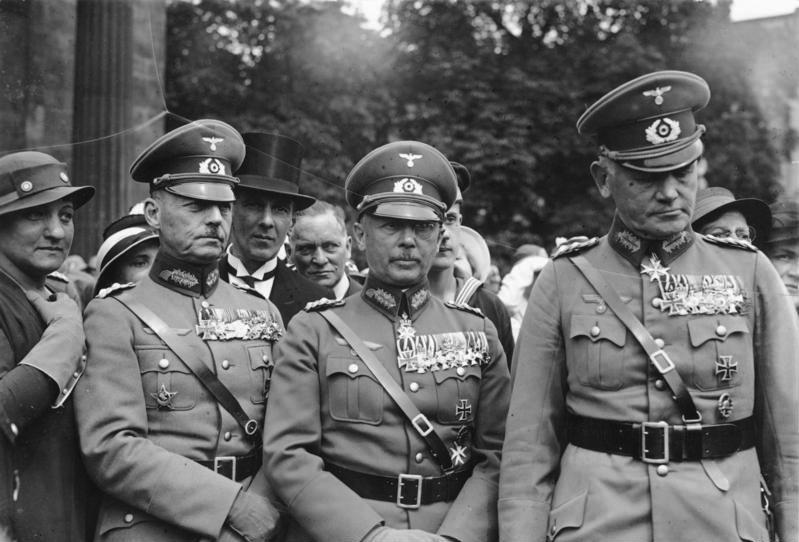
De gauche à droite, Rundstedt, Fritsch et Blomberg pour une cérémonie mémorielle sur Unter den Linden à Berlin le 25 février 1934.

Comme conséquence de cette opposition non dissimulée, Fritsch est écarté du commandement le 4 février 1938, avec pour prétexte une accusation d’homosexualité : le dossier a été monté de toutes pièces par Göring et Himmler, le chef de la police du Reich (Chef der deutschen Polizei). Hitler se sert de cette occasion pour remanier l'armée et écarter une quinzaine de généraux. Fritsch est dégradé au rang d'Oberst (colonel) honoraire du 12e régiment d'artillerie. Un jury d'honneur est convoqué pour le blanchir mais, voyant que l'affaire tourne mal, Hitler fait obtenir le report du jugement dès la première journée d'audience : il s'agit en l'occurrence du jour du début de l'Anschluss, l'opération d'annexion de l'Autriche.

## Seconde Guerre mondiale
Mobilisé en septembre 1939, Fritsch participe à la campagne de Pologne, à la tête de son régiment d'artillerie. Il est tué devant Varsovie, alors qu'il est en train d'inspecter ses troupes. Il est le deuxième général allemand à mourir pendant la Seconde Guerre mondiale. Fritsch est enterré au cimetière des Invalides de Berlin.

## Décorations militaires
- Pour le Mérite;
- Croix de fer (1914) II. et I. Classe[5]
- Croix de chevalier de l'Ordre de Hohenzollern avec épées[5]
- Ordre de l'Aigle rouge IV. Classe[5]
- Croix de service prussien[5]
- Ordre du Mérite militaire bavarois de 4e classe avec épées et couronne[5]
- Croix de chevalier de 1re classe de l'Ordre de Frédéric avec épées[5]
- Croix de chevalier de 2e classe de l'Ordre de Philippe le Magnanime[5]
- Croix hanséatique Hamburg[5]
- Insigne des blessés (1918) en noir[5]
- Croix du Mérite militaire (Autriche) III. Classe avec décorations militaires[5]
- Étoile de Gallipoli[5]
- Ordre protestant de Saint-Jean, Ehren- und Rechtsritter
- Médaille de service de longue durée de la Wehrmacht IV. à I. Classe
- Insigne d'honneur en or du parti nazi le 30 janvier 1937[6]